# 평택 비파산성지
평택 비파산성지(平澤 琵杷山城址)는 대한민국 경기도 평택시 안중읍에 있는 삼국시대의 산성지이다. 2005년 10월 17일 경기도의 기념물 제204호로 지정되었다.

## 개요
학술조사 결과 비파산을 중심으로 축조된 포곡식 토축산성이며 북쪽은 자미산성 남쪽으로는 자미산성과 접해 있고 성내에는 문지 등의 각종 시설물이 확인되었다. 고려부터 조선시대에 이르기까지 명문기와 등 다양한 유물이 출토되었다. 고려초기 현성으로 축조되어 행정치소 및 해안방어의 중심 기능을 했던 성으로 당시 지방 제도 형성과정을 살펴볼 수 있는 중요한 유적이다.

## 참고 자료
- 평택비파산성지 - 국가유산청 국가유산포털